# Escola Valenciana d'historieta
Es coneix per Escola Valenciana la generació d'autors de còmics que va treballar per a editorials com Editorial Valenciana o Maga i altres menors com Editorial Creo, així com per a la premsa valenciana, des dels anys 40 a 60 del segle xx. Comprèn, per tant, dibuixants com Manuel Gago, Karpa, Jesús Liceras, Palop, Josep Sanchis o Eduardo Vañó, José Ortiz Moya, entre molts d'altres. Entre els guionistes, poden citar-se a Federico Amorós, Pablo Gago, Pedro Quesada i Vicente Tortajada, responsables del 80% de tots els quaderns que van ser editats.
Als anys 80, època en què tant editorial Valenciana com el còmic clàssic van entrar en crisi, va sorgir a València una generació d'autors (Micharmut, Mique Beltrán, Sento o Daniel Torres) coneguda com la Nova Escola Valenciana.

## Característiques
En termes generals, aquest còmic valencià pot distingir-se de les altres dues grans escoles contemporànies de l'estat (Bruguera i TBO) per una sèrie de característiques:
Al Còmic d'aventures i de grafisme realista, s'han d'assenyalar dos grups d'autors a causa de les seues diferències d'estil i mètodes de treball:
- Una primera escola valenciana, caracteritzada pel seu autodidactisme, el seu vigor narratiu i prolífica producció,[2] que es vincula a empreses com Editorial Valenciana i Maga i entorn de la figura de Manuel Gago.[3] Està constituïda, a part del mateix Gago, per autors com Luis Bermejo, José Ortiz o Miguel Quesada.

- Un segon grup d'autors, de dibuix més acadèmic i producció més cuidada, com Juan González Alacreu, Luis Coch, Emilio Frejo, José Grau, José Luís Macías Sampedro, Agustín Navarro Costa o Alfredo Sanchis Cortés, molts dels quals es dedicarien a la pintura i a la il·lustració.[2]

Al Còmic d'humor i de dibuix caricaturesc:
- Comicitat innòcua, centrada en l'absurd en lloc del gag visual i que busca provocar el riure més que la rialla.

- Dibuix sintètic i, en termes acadèmics, més acabat amb "profusió de fons, canvi de perspectiva, profunditat de camp" i un cert estatisme.[4]

## Història

### Precedents (1926-39)
Els primers còmics de producció valenciana apareixen a finals dels anys 20: Gente Menuda del diari Las Provincias el 1926, Boby i sobretot Los Chicos de El Mercantil Valenciano el 1929. Entre les historietes autòctones d'aquest últim còmic, es pot destacar Las aventuras de Colilla y su pato Banderilla de Juan Pérez del Muro, la més important del període, i Fábulas ilustradas de Lluís Dubón.
Ja en els anys 30, l'editor italià Enrique Guerri Giacomelli abandonarà la publicació de fulletons per llançar el còmic KKO (1932), que segueix el model de TBO, i el quadern d'aventures El As de los Exploradores (1934) de José Grau. Una altra revista important és Niños (1935), rebatejada dos anys després com Meñique en honor del seu personatge estrella, dibuixat per Cabedo Torrent. Tots aquests còmics, i algun altre d'intenció propagandística com Pionerín (1937) deixaran de publicar-se en finalitzar la Guerra Civil espanyola.

### Inicis (1943-50)
Segons Pedro Porcel, no pot parlar-se d'una forma d'entendre la historieta diferent de la de la resta del país fins a 1943. Encara l'editorial Guerri editarà Ultus, el rey de la selva (1943) d'Enric Pertegás Ferrer i Tolín, aventuras d'un golfillo madrileño (1948) de Pérez Masset, però les principals produccions seran obra d'Editorial Valenciana, que va aconseguir un gran èxit amb Roberto Alcázar y Pedrín (1940) d'Eduardo Vañó. Èxit que repetirà amb El Guerrero del Antifaz (1943) i El Pequeño Luchador (1945) de Manuel Gago i La Pandilla de los Siete (1945) de Miguel Quesada, juntament amb la revista Jaimito (1944), batejada amb el nom del personatge i sèrie dibuixats per Josep Soriano i Izquierdo i Antonio Ayné en el seu primer període.

### Zenit (1951-65)
Manuel Gago fundaria en 1951 l'Editorial Maga, donant peu a sèries com Apache (1958) de Luis Bermejo. En 1958 sorgirà també l'Editorial Creo, que presentarà, durant un breu temps, una alternativa a l'estil habitual dels quaderns d'aventures.
En 1954, Josep Sanchis crea a la revista Jaimito la sèrie Pumby, que a l'any següent obtindria capçalera pròpia.

### La decadència (1966-85)
A mitjans dels anys 60, María Consuelo Reyna se situa al capdavant de la Delegació a València de la Comissió d'Informació i Publicacions Infantils i Juvenils. La seua aplicació d'una rigorosa censura als quaderns d'aventures locals, els canvis socials i la difusió de noves formes d'oci, com la televisió, arruïnen el mercat d'aquestes historietes i la mateixa Editorial Maga deixarà d'editar-les en 1966.
L'Editorial Valenciana veurà com molts dels seus autors comencen a treballar també per a Editorial Bruguera des de principis dels anys 70. És el cas de Carbó, Rojas de la Cámara, Sifré o el reeixit Josep Sanchis Grau, creador de Pumby.